# Парламентские выборы в Финляндии (2003)
Парламентские выборы в Финляндии (2003) (фин. Eduskuntavaalit 2003, швед. Riksdagsvalet i Finland 2003) — 34-е выборы в 200-местную Эдускунту (парламент) Финляндии, прошедшие 16 марта 2003 года. Победителем этих выборов стала центрисская партия Финляндский центр во главе с Аннели Яаттеэнмяки, которая обогнала на выборах Социал-демократическую партию Финляндии (СДП), став самой крупной партией в парламенте. Выборы были проведены в соответствии с методом д’Ондта по партийным спискам при пропорциональном представительстве, где в каждом избирательном округе проголосовали непосредственно за отдельного кандидата, но каждый голос также получила партия выигравшего кандидата. Это, ещё раз, вызвало критику со стороны некоторых избирателей, которые считают, что их голоса помогли кандидатам, которых они не хотели бы видеть у власти, из-за различий между кандидатами от одной партии. Тем не менее, в Финляндии по этому методу проходят выборы с самого начала парламентской истории страны — в её нынешнем виде с 1950 года — и, в то время как большинство людей устраивает нынешняя система, она вряд ли будет изменена.
Парламент, избранный в 2003 году просуществовал до парламентских выборов 2007 года.

## Избирательные округа
Финляндия разделена на пятнадцать избирательных округов. Границы этих округов соответствуют административным районам (в некоторых случаях несколько регионов были объединены в единый избирательный округ), за исключением того, что город Хельсинки является избирательным округом, а также частью области Уусимаа. Каждый избирательный округ избирает заданное количество представителей в парламент страны (Eduskunta), в соответствии с количеством населения в данном округе. Точное число представителей каждого избирательного округа может изменяться в период между выборами, так как процентное соотношение населения Финляндии меняется, но общее число избранных представителей всегда 200, из которых 199 избираются от материковой части страны. Автономной области Аландские острова был придан особый статус округа, и она всегда будет иметь ровно одного представителя даже если её население не будет достаточно большим чтобы соответствовать выборному законодательству страны (однако в последнее время, например, на выборах 2003 года, население Аландских островов, по сути, составляет почти точно 0,5 % от общего населения Финляндии, величина которого даёт этому округу одно место даже без особого статуса).

## Кандидаты и голосование
Кандидаты участвующие в парламентских выборах были от политических партий и избирательных объединений. Любой гражданин Финляндии более 18 лет, имеет право на выдвижение своей кандидатуры на выборах, кроме недееспособных лиц и профессиональных военных. Каждая партия или избирательный союз могли выдвинуть максимум 14 кандидатов, в каждом избирательном округе, что позволило быть избранным 14 членов парламента от избирательного округа.
Каждый гражданин Финляндии в возрасте 18 лет и старше в день выборов имеет право голоса на выборах, вне зависимости от места проживания. Электорат состоял в общей сложности из 4 220 951 человек, 4 015 552 из которых проживает в Финляндии и 205 399 за рубежом.

## Результаты выборов
| Партия                                  | Голосов | %     | Мест | +/-   |
| --------------------------------------- | ------- | ----- | ---- | ----- |
| Финляндский центр                       | 689 391 | 24,69 | 55   | + 7 ▲ |
| Социал-демократическая партия Финляндии | 683 223 | 24,47 | 53   | + 2 ▲ |
| Национальная коалиция                   | 517 904 | 18,55 | 40   | - 6 ▼ |
| Левый союз                              | 277 152 | 9,93  | 19   | - 1 ▼ |
| Зелёный союз                            | 223 564 | 8,01  | 14   | + 3 ▲ |
| Христианские демократы                  | 148 987 | 5,34  | 7    | - 3 ▼ |
| Шведская народная партия                | 128,824 | 4,61  | 8    | - 3 ▼ |
| Истинные финны                          | 43 816  | 1,57  | 3    | + 2 ▲ |
| Коммунистическая партия Финляндии       | 21 079  | 0,76  | 0    | 0     |
| Представитель Аландов                   | 13 572  | 0,49  | 1    | 0 ▬   |